# 重力異常
重力異常（じゅうりょくいじょう、gravity anomaly）とは、重力の実測値（あるいは観測値）と、理論モデルから予測される値との差のことである。測地学・地球物理学の分野と、天文学・宇宙物理学の分野の双方で、上記の意味で同じ用語が使われているが、対象が異なるため概念も異なる。

## 測地学と地球物理学
測地学と地球物理学においては、重力異常とは、重力の実測値と標準重力の差のことである。
標準重力は地球楕円体上での理論的な重力の値であり、重力異常を測定する際は、測定点に対して地形や高度による影響を補正しなければならない。

### フリー・エア異常
測定点の高度の影響を補正しジオイドにおける値にしてから、基準重力を差し引いたときの値。地球内部の密度の不均一による重力値の変動を示す。高さ{\displaystyle h}の観測地点における期待値を{\displaystyle g_{o}(h)}、測定された重力値を{\displaystyle g_{o}}、フリー・エア異常を{\displaystyle \Delta g_{F}}と表すとき、以下の式で表せる。
{\displaystyle \Delta g_{F}=g_{o}(h)-g_{o}}
なお、フリー・エア補正とは、フリー・エア異常を除去することでジオイドにおける重力値にすることである。

### ブーゲー異常
海抜0mから測定点までに平均的な岩石が存在すると仮定して、その岩石による引力の影響およびフリー・エア補正、地形補正を取り除いた値。ブーゲー異常では測定地からジオイドまでの物質の質量や地形の凹凸も考慮する（一方フリー・エア異常では考慮していない）。このため地下浅い部分の地殻の密度の推定に利用される。

### 重力異常の利用
重力異常を観測することで、アイソスタシーが成立しているか否かを確認することができる。アイソスタシーが成立しているときはフリー・エア異常が高度によらず一定となる。
重力異常から、地下構造の起伏を知ることができ、地下に高密度の岩石があると、重力値は標準重力値よりも大きくなり、低密度の岩石がある場合は小さくなる。これらから重力値を測定して、地下構造を推定することができる。

## 天文学と宇宙物理学
天文学、特に宇宙物理学においては、重力異常とはある宇宙の領域の重力の観測値と理論値（質量の空間密度の予測値から計算される）との差を指す。重力異常の存在は、その宇宙の領域における実際の質量の空間密度分布が予測値と異なっていることを意味する。
このような重力異常はいくつか発見されており、例えばわれわれ自身の銀河系の観測された回転運動の特性は、目に見える（光学的に観測できる）物質が作る重力だけでは説明がつかず、その10倍程度の目に見えない何かしらに由来する質量に相当するものが必要であるはずであることから、仮説上の存在として「ダークマター」という名称で研究されている。また、銀河間空間の重力の値は銀河の特有速度 (peculiar velocity) の観測値から計算されるが、これからうみへび座とケンタウルス座の方向、銀河系から1.5億光年から2.5億光年の距離にグレート・アトラクターと呼ばれる重力異常が見つかっている。

## 利用・応用
- 物理探査方法の一つとして用いられる。